# Narseh

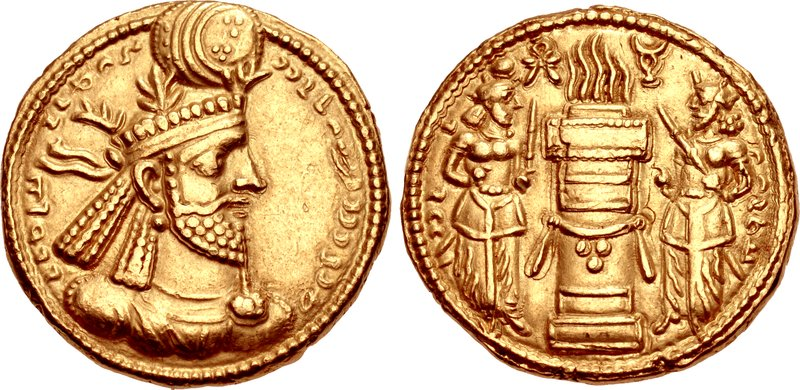
Münze von Narseh

Narseh (auch Narses oder Narseus genannt; † 302) war von 293 bis 302 persischer Großkönig aus dem Geschlecht der Sassaniden.

## Leben
Narseh, der jüngste Sohn Schapurs I., war von seinem Vater nach Ausweis der Inschriften an zweiter Stelle der Thronfolge vorgesehen gewesen, wurde aber nach dem Tod seines älteren Bruders Hormizd I. 273 in der Thronfolge übergangen. Es gab wohl auch anschließend Spannungen hinsichtlich der Thronfolge, da nach Hormizds Tod Narsehs Bruder Bahram I. und anschließend dessen Sohn Bahram II. den Thron bestiegen, unterstützt vom zoroastrischen Klerus. Narseh (im Schāhnāme auch Narsī-i Bahrām genannt) konnte dennoch reichlich Erfahrung sammeln, da er zunächst Gouverneur von Hindestān, Sakastān und Turan war und anschließend als Vizekönig der wichtigen Provinz Armenien fungierte.
Narseh scheint loyal gedient zu haben, 293 folgte er aber doch dem Ruf mehrerer Adligen und zog gegen seinen jungen Großneffen Bahram III. zu Felde, der erst kurz zuvor nach dem Tod Bahrams II. den Thron bestiegen hatte. Narseh wird bereits ein gehobenes Alter erreicht haben und scheint ein eher besonnener Mann gewesen zu sein, denn die Königserhebung Bahrams I., der nicht als ein privilegierter Thronanwärter der Söhne Schapurs gelten konnte, hatte Narseh nicht zu illoyalen Handlungen veranlasst. Offenbar waren nun aber mehrere Aristokraten der Ansicht, bei der Auswahl des neuen Herrschers nicht ausreichend berücksichtigt worden zu sein, und einigten sich daher auf Narseh als Gegenkandidaten. Aus dem darauffolgenden kurzen Bürgerkrieg gegen Bahram III. ging er siegreich hervor und bestieg den Thron Persiens.

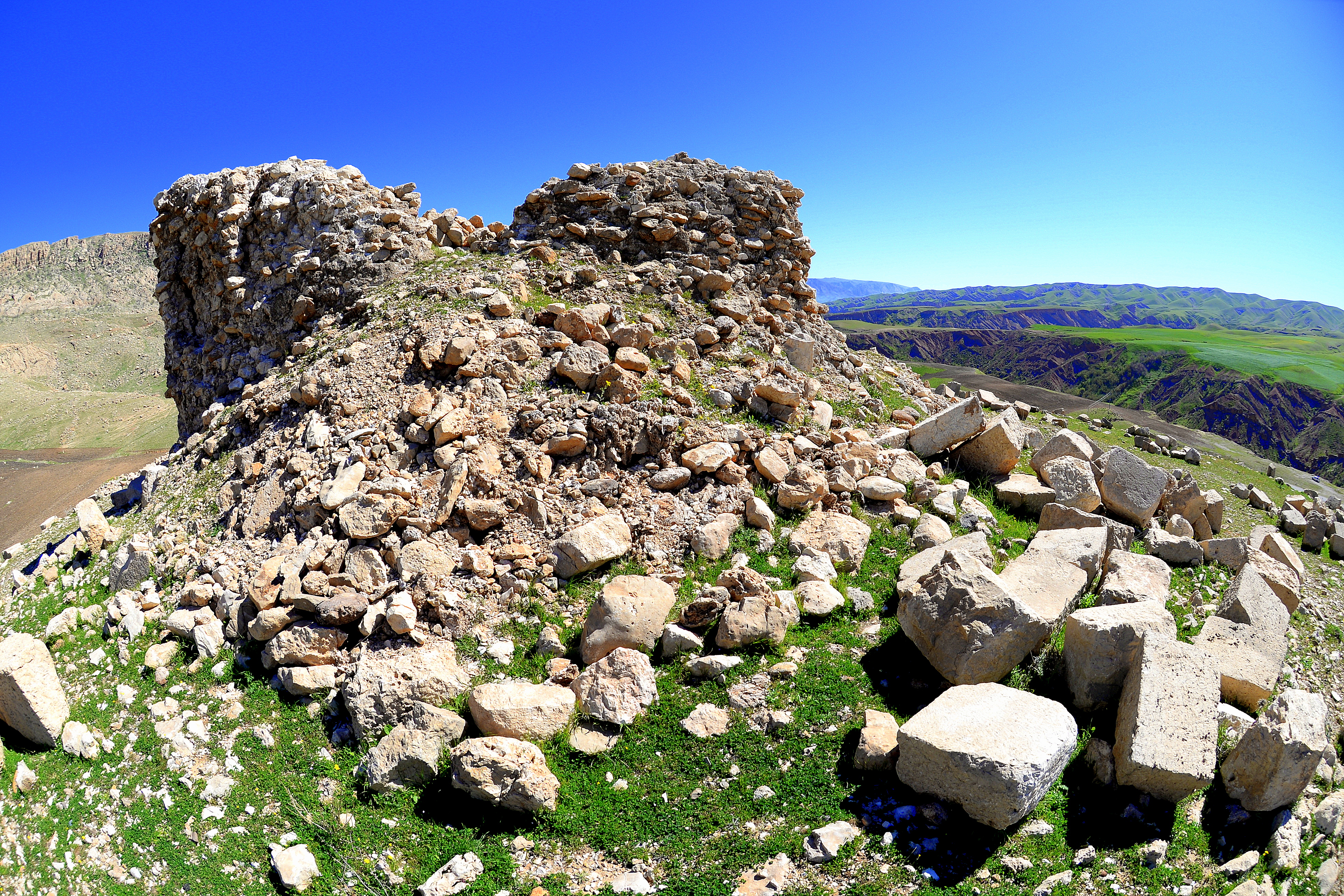
Reste des Monuments, an dem die Paikuli-Inschrift angebracht war

Seinen Triumph dokumentierte Narseh in einer großen Inschrift bei Paikuli. Demnach hatte er sich von einer Adelsversammlung zum König wählen lassen, um den Anschein der Usurpation zu vermeiden. Narseh war wohl auch deshalb König geworden, weil das Reich militärisch unter wachsendem Druck stand (283 hatten die Römer unter Carus während eines Persienfeldzugs kurzzeitig die persische Hauptresidenz Ktesiphon erobert) und er ein erfahrener Heerführer war. Narseh schien ein guter Kandidat zu sein, da er administrativ über große Erfahrung verfügte. Die Initiative zur Revolte gegen seinen Großneffen ging vermutlich nicht von ihm, sondern von einflussreichen Adelskreisen aus, die sich einen anderen, starken König wünschten.
296 bis 298 führte Narseh Krieg gegen die Römer unter Kaiser Diokletian, mit denen Bahram II. noch einen Friedensvertrag geschlossen hatte. Die Römer hatten wiederholt in Armenien interveniert, was Narseh veranlasste einzugreifen. Ein wichtiges Motiv war wohl, sich gegenüber dem erstarkenden Römerreich zu behaupten, nachdem das Sassanidenreich in den 270er und 280er Jahren eine Schwächephase, verbunden mit einem zehnjährigen Bürgerkrieg (Bahram II. hatte sich gegen seinen Bruder Hormizd im Osten behaupten müssen), durchlaufen hatte. Der Krieg dürfte ihm als eine willkommene Gelegenheit erschienen sein, durch den Erwerb militärischen Ruhmes seine Stellung zu sichern.

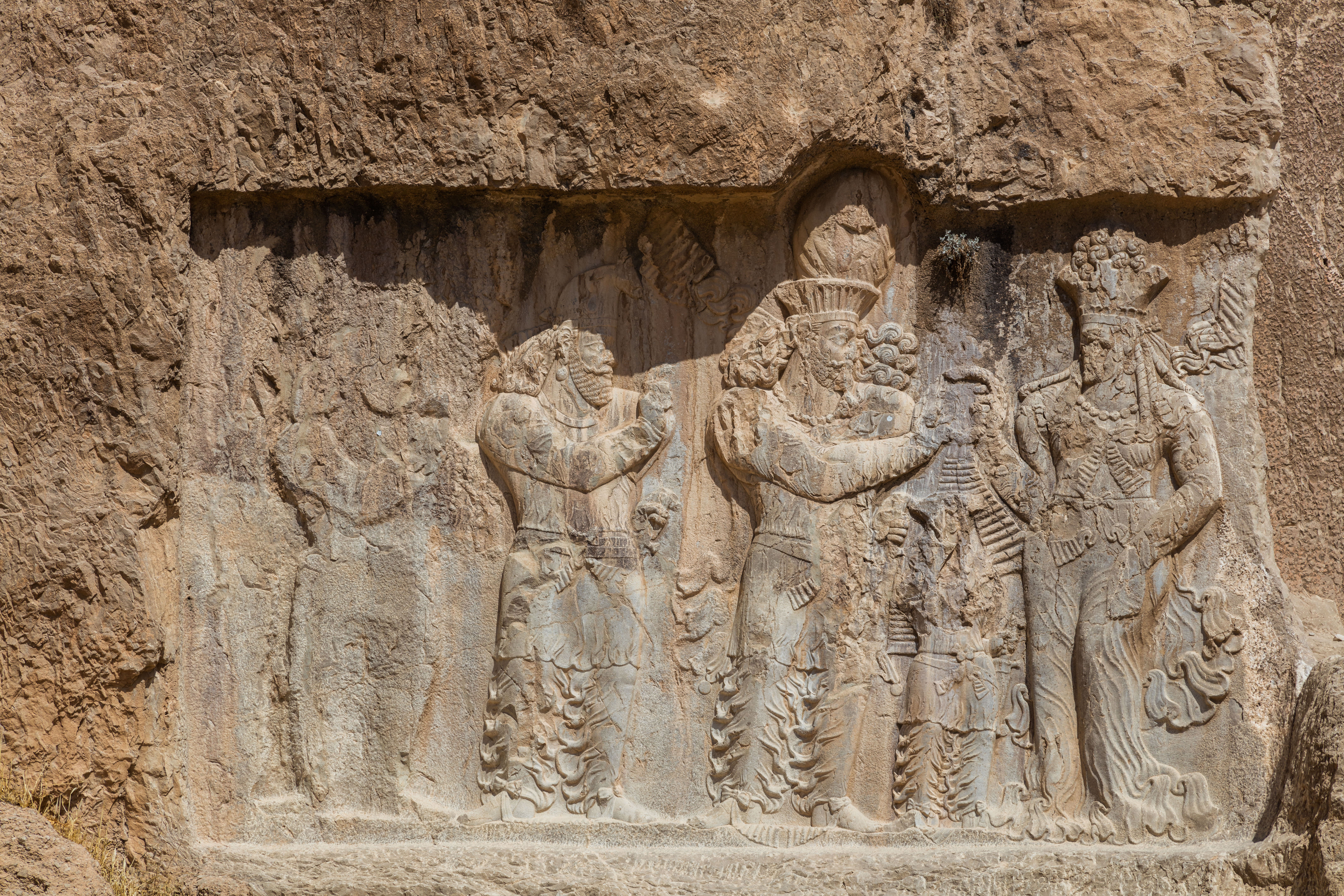
Felsrelief Narsehs bei Naqsch-e Rostam.

Anfangs war der König dabei durchaus erfolgreich. Doch nach einem ersten Sieg über Diokletians Caesar (Unterkaiser) Galerius nahe Callinicum am Euphrat im Jahr 296/97 wurde Narseh Ende 297 oder Anfang 298 von den Römern in der Schlacht bei Satala schwer geschlagen: Bei einem Überraschungsangriff gelang es den Truppen des Galerius, sogar den königlichen Harem mit den Frauen und Töchtern Narsehs gefangen zu nehmen. Narseh war daher gezwungen, einen ungünstigen Frieden zu schließen. Nach den Bestimmungen des Friedensvertrags musste Persien Westmesopotamien und fünf Provinzen am oberen Westufer des Tigris (die regiones transtigritanae) an die Römer abtreten. Außerdem musste Narseh die römische Oberherrschaft über das Königreich Armenien anerkennen. Die Sassaniden konnten die verlorenen Gebiete erst im Frieden von 363 zurückgewinnen. Die Wiedervereinigung mit seiner Familie, die die Römer nach dem Friedensschluss freiließen, feierte Narseh durch ein Felsrelief und die Annahme einer neuen Krone.
Abgesehen von dem außenpolitischen Rückschlag gegen Rom scheint Narsehs aber innenpolitisch recht erfolgreich agiert zu haben. Religionspolitisch hat Narseh wohl den scharfen zoroastrischen Kurs seiner Vorgänger aufgegeben und dem Königtum wieder mehr Handlungsfreiheit gegenüber der Priesterschaft verschafft (siehe dazu auch Kartir). Narseh scheint sich gegenüber Christen und Manichäer toleranter verhalten zu haben als seine direkten Vorgänger, ohne aber sein eigenes Engagement für den Zoroastrismus gemindert zu haben.